# Harmothoe beringiana
Harmothoe beringiana är en ringmaskart. Harmothoe beringiana ingår i släktet Harmothoe och familjen Polynoidae. Inga underarter finns listade i Catalogue of Life.